# Haaglanden
Haaglanden (offiziell Stadsgewest Haaglanden) hieß die Plusregio (Umlandverband) von Den Haag. Die Region zählte auf 405 km² 1.017.937 Einwohner. Sie wurde 2006 eingerichtet und zum 1. Januar 2015 wieder aufgelöst.
Die neun Mitgliedsgemeinden waren:
- Den Haag (489.375 Einwohner)
- Delft (96.691)
- Leidschendam-Voorburg (72.226)
- Midden-Delfland (17.905)
- Pijnacker-Nootdorp (47.891)
- Rijswijk (46.752)
- Wassenaar (25.773)
- Westland (99.744)
- Zoetermeer (121.580)